# STS-59
STS-59 — космический полёт Спейс Шаттла Индевор по программе НАСА «Миссия к планете Земля». Основной целью миссии было изучения крупномасштабных процессов в природе и изменения климата. Для выполнения целей миссии на шаттле была смонтирована «Космическая радарная лаборатория» SRL-1 (Space Radar Laboratory) в состав которой входят два радара: радар построения радиолокационного изображения SIR-C (Shuttle Imaging Radar) и радар с синтезированной апертурой X-SAR (X-band Synthetic Aperture Radar), а также прибор для мониторинга загрязнений в атмосфере MAPS (Measurement of Air Pollution from Satellite). Данный полёт стал шестым для Спейс Шаттла Индевор. Миссия стартовала 9 апреля 1994 года из Космического центра Кеннеди в штате Флорида.

## Экипаж
- Сидни Гутьеррес (2)[1] — командир;
- Кевин Чилтон (2) — пилот;
- Джером Эпт (3) — специалист полёта 1;
- Майкл Клиффорд (2) — специалист полёта 2;
- Линда Годвин (2) — командир полезной нагрузки, специалист полёта 3;
- Томас Джоунс (1) — специалист полёта 4.